# Baby Mine (1928)
Baby Mine is een Amerikaanse filmkomedie uit 1928 onder regie van Robert Z. Leonard. Destijds werd de film in Nederland uitgebracht onder de titel Mijn baby. De film is wellicht zoekgeraakt.

## Verhaal
De student Oswald Hardy wordt in een huwelijk met gelokt met Emma, een vrouw waar hij niet van houdt. Hij verlaat haar de volgende morgen. Een jaar later keert hij terug, omdat hij heeft vernomen dat hij vader is geworden. 

## Rolverdeling
| Acteur              | Personage       |
| ------------------- | --------------- |
| Karl Dane           | Oswald Hardy    |
| George K. Arthur    | Jimmy Hemingway |
| Charlotte Greenwood | Emma            |
| Louise Lorraine     | Helen           |